# Pyramid Arena
La Pyramid Arena était une salle omnisports située sur les bords du fleuve Mississippi dans le centre de Memphis, dans l'État du Tennessee.
Ses locataires étaient les Grizzlies de Memphis de la NBA entre 2001 et 2004 puis l'équipe masculine de basket-ball universitaire NCAA, les Tigers de Memphis entre 1991 et 2004. Une équipe de football américain en salle de l'Arena Football League, les Pharaohs de Memphis, jouèrent dans cette arène de 1995 à 1996. Depuis novembre 2004, le bâtiment a laissé sa place à une nouvelle salle, le FedExForum. La capacité de la Pyramid Arena est de 20 142 places pour le basket-ball et plus de 21 000 pour les concerts, de plus elle dispose de 28 suites de luxe et 1 000 sièges de club.

## Histoire
La Pyramid Arena fut inaugurée en 1991 et elle appartient à la ville de Memphis et au comté de Shelby. Son coût de construction était de 65 millions $. Depuis l'ouverture du FedExForum, la Pyramide n'accueille plus aucune franchise sportive.
La Pyramid Arena mesure 98 mètres (321 pieds, environ 32 étages) de hauteur avec des bases de 180 mètres de côté, elle a une surface de six terrains de football ; c'est la troisième plus grande pyramide dans le monde derrière celle de Khéops (139 mètres) et le Luxor Hotel (106 mètres). La Pyramid Arena est également (environ 5 mètres) plus grande que la statue de la Liberté (92,9 mètres).
la Pyramid Arena est depuis devenu un centre commercial Bass Pro Shop contenant notamment une armurerie, fishing shop, bowling, bar et restaurant au sommet.

## Évènements
- Premier et second tours du NCAA Tournament, 1995, 1997 et 2001
- Conference USA men's basketball tournament, 1996 et 2000
- Conference USA women's basketball tournament, 2003
- Southeastern Conference men's basketball tournament, 1994 et 1997
- Great Midwest Conference Men's and Women's basketball tournaments, 1993
- WWF St. Valentine's Day Massacre, 14 février 1999
- 25e concert annuel commémorant Elvis Presley, 2002
- Concert Bob Seger and the Silver Bullet Band, 3 février 2007

## Galerie

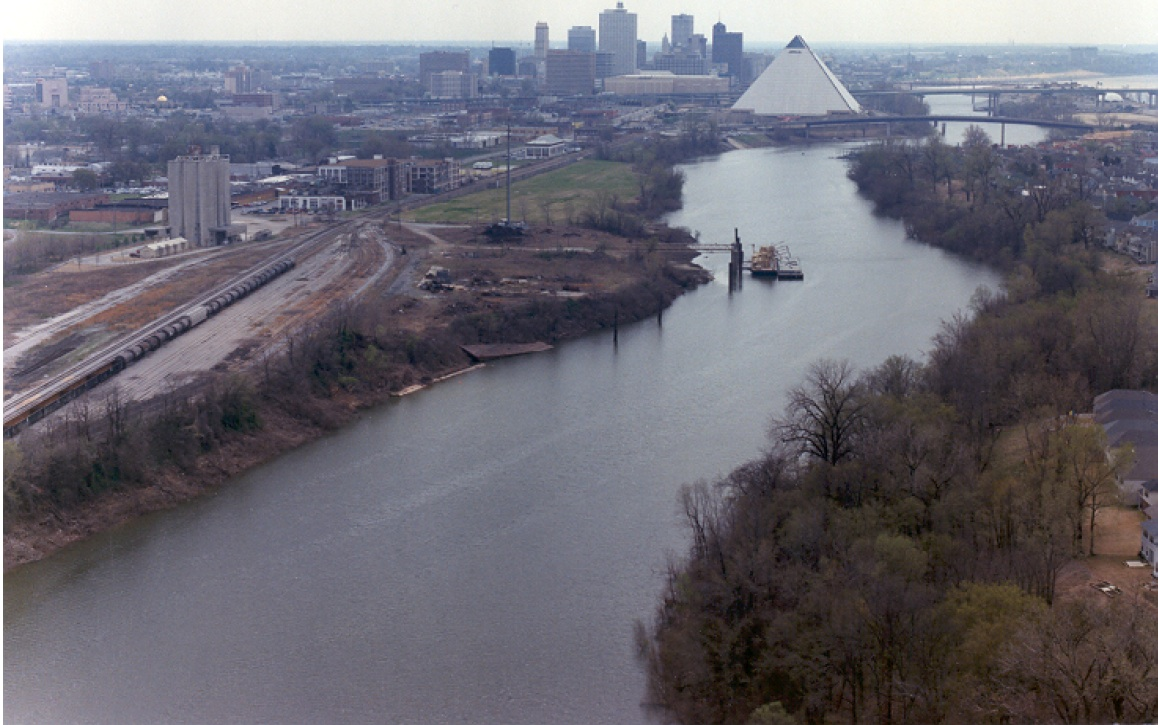
La rivière Mississippi et la Pyramid Arena
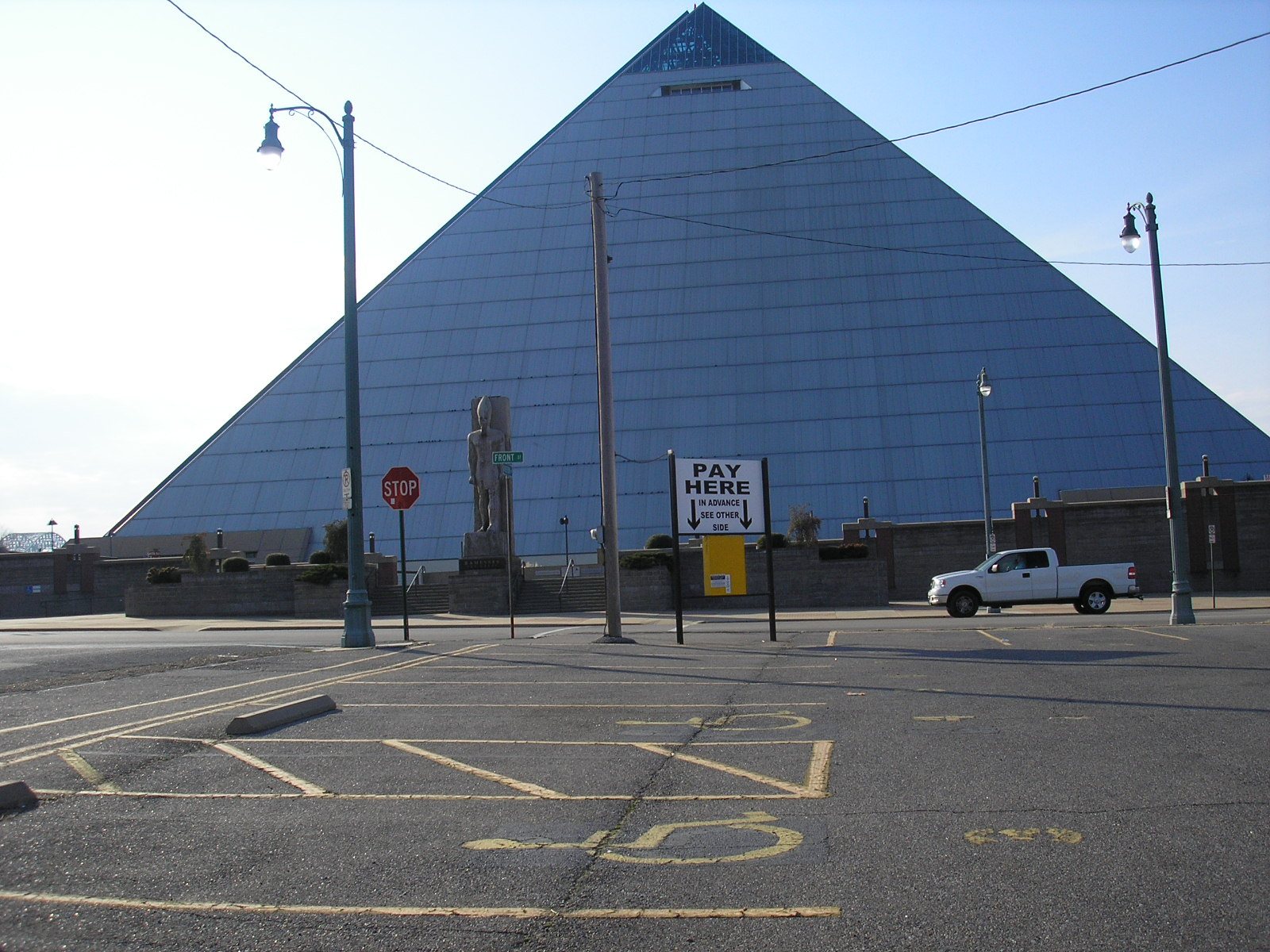
La Pyramid Arena et ses 98 mètres de hauteur